# رومن أبوستولوف
رومن أبوستولوف (بالبلغارية: Румен Апостолов)‏ هو لاعب كرة قدم بلغاري في مركز حراسة المرمى، ولد في 24 أغسطس 1963 في صوفيا في بلغاريا، وتوفي بنفس المكان في 11 أغسطس 2002. لعب مع سسكا صوفيا.